# John Montague Stow
Sir John Montague Stow (* 1911; † 16. März 1997) war ein barbadischer Politiker.

## Werdegang
Stow war ab dem 8. Oktober 1959 Gouverneur von Barbados unter britischer Krone. Nach Erlangung der Unabhängigkeit am 30. November 1966 wurde er zum ersten Generalgouverneur ernannt. Er blieb bis zum 18. Juli 1967 im Amt.